# Kulik Lake
Der Kulik Lake ist ein See im Katmai-Nationalpark im Südwesten von Alaska (USA).
Der 28 km² große See befindet sich an der Westflanke der Aleutenkette, 50 km südlich des Iliamna Lake auf einer Höhe von 201 m. Er weist eine Längsausdehnung in Ost-West-Richtung von 20 km auf. Der See ist maximal 2,2 km breit. Der See wird von mehreren 1200 m hohen Bergen eingerahmt. Ein 800 m breiter Landstreifen trennt den Kulik Lake vom weiter westlich gelegenen Nonvianuk Lake. Zu diesem wird der Kulik Lake über den 2,7 km langen Kulik River entwässert. Zwischen den beiden Seen befinden sich die Kulik Lodge sowie die Landebahn des Kulik Lake Airport.